# Wieża Czaszek

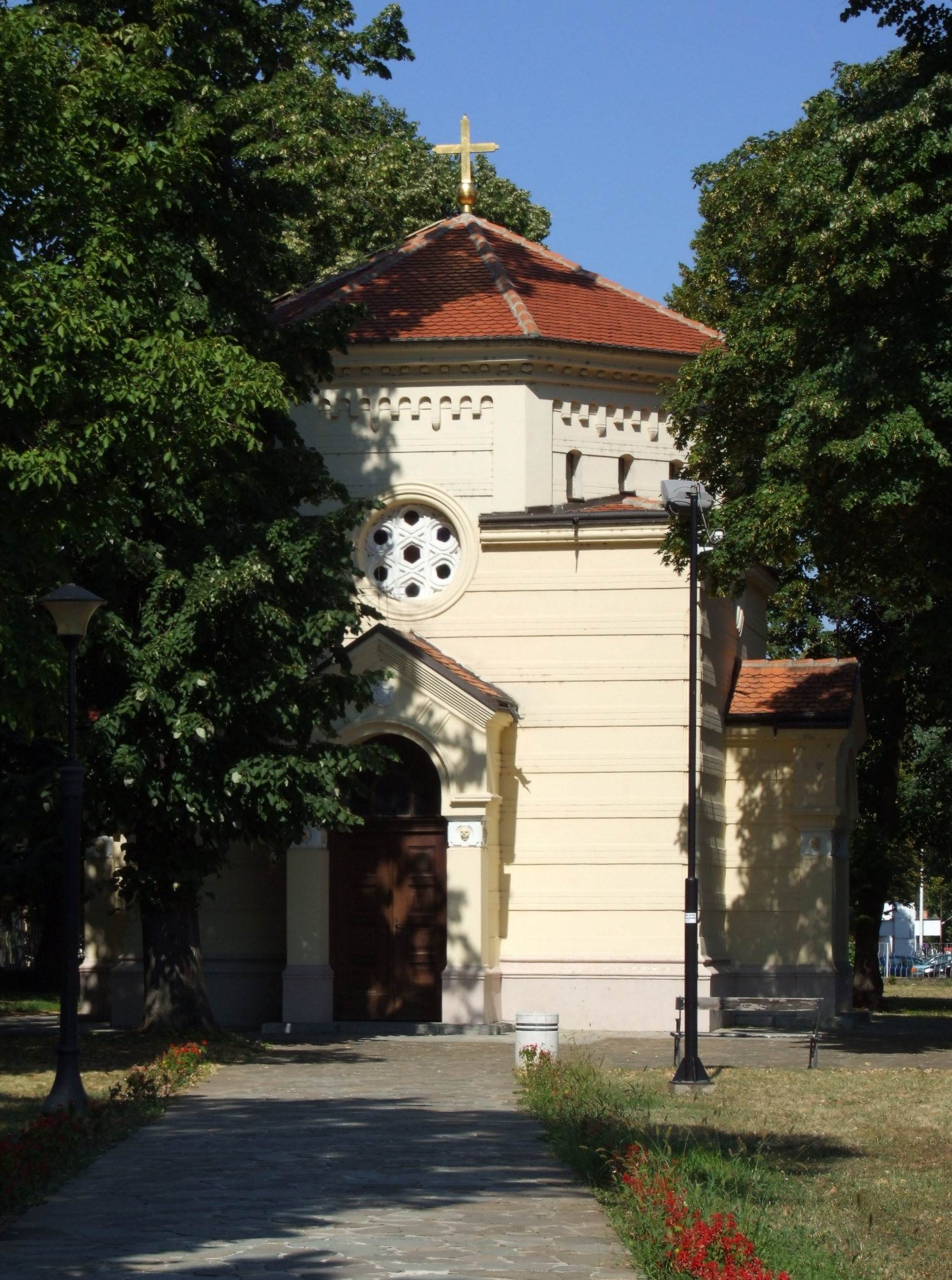
Kaplica, w której znajduje się Wieża Czaszek

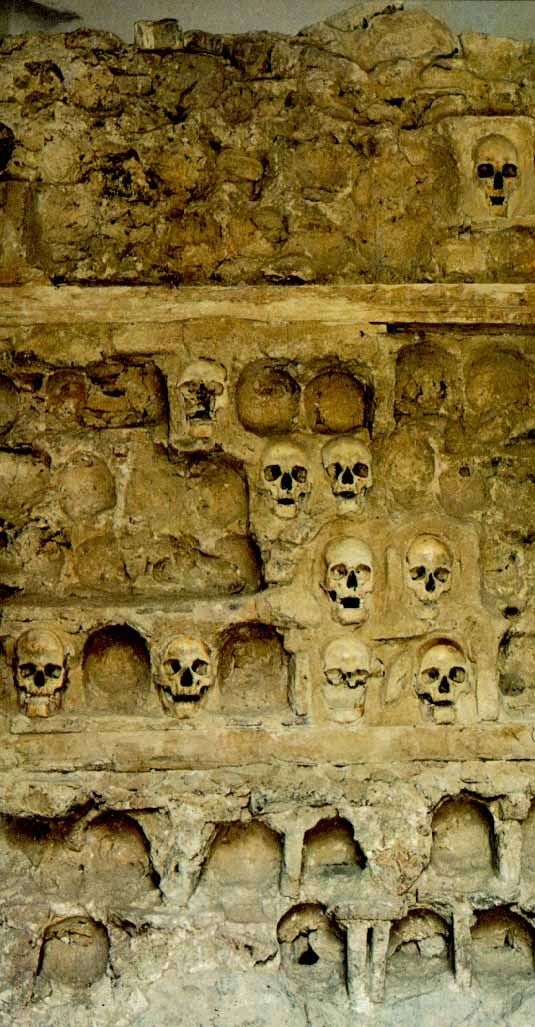
Zachowane czaszki

Wieża Czaszek (srb. Ћеле Кула, Ćele Kula, tr. Kelle Kulesi) – zabytek, znajdujący się w serbskim mieście Nisz. Jest to pamiątka po serbskich zrywach niepodległościowych w XIX wieku.

## Historia
W 1809 roku w czasie trwania serbskiej rebelii przeciw Imperium Osmańskiemu pod miastem, na wzgórzu Čegar, doszło do serbsko-tureckiej bitwy. Siły serbskie, dowodzone przez generała Stevana Sinđelicia, toczyły beznadziejny bój z trzykrotnie silniejszą armią osmańską. W obliczu klęski generał Sinđelić wydał rozkaz wysadzenia w powietrze magazynu z bronią (według innej wersji osobiście wystrzelił z pistoletu do prochowni). W eksplozji miało zginąć 3 tys. Serbów i dwukrotnie więcej Turków.
Hurszid pasza, dowódca armii osmańskiej, nakazał zebrać ciała serbskich żołnierzy, obedrzeć ze skóry, a z czaszek wybudował wieżę "ku przestrodze", stojącą przy drodze do Stambułu. Sułtanowi, jako dowód zwycięstwa, wysłał wypchane bawełną skóry zdarte z serbskich głów.
Wieża, wysoka na 3 metry, złożona z 952 czaszek, umieszczonych w 57 rzędach, przez cały czas rządów tureckich stała na wolnym powietrzu. W 1833 roku opisał ją francuski pisarz Alphonse de Lamartine i apelował: „Niech Serbowie pilnują tego pomnika”. W kolejnych dekadach niszczała od warunków pogodowych, ubywało też czaszek, zabieranych przez krewnych zabitych, którzy chcieli je pochować.
Dopiero po włączeniu miasta w granice Księstwa Serbii postanowiono zabezpieczyć makabryczną pamiątkę. W wyniku ogólnonarodowej zbiórki w 1892 roku wieżę obudowano, wznosząc kaplicę, zaprojektowaną przez architekta Dimitrija Leko.

## Współczesność
Obecnie wieża jest udostępniona do zwiedzania. Zachowało się 58 czaszek, w tym ta prawdopodobnie należąca do generała Sinđelića. Niektóre z nich noszą ślady cięć białą bronią.
Od 1979 roku Wieża Czaszek chroniona jest jako zabytek przez rząd Serbii.

## Galeria

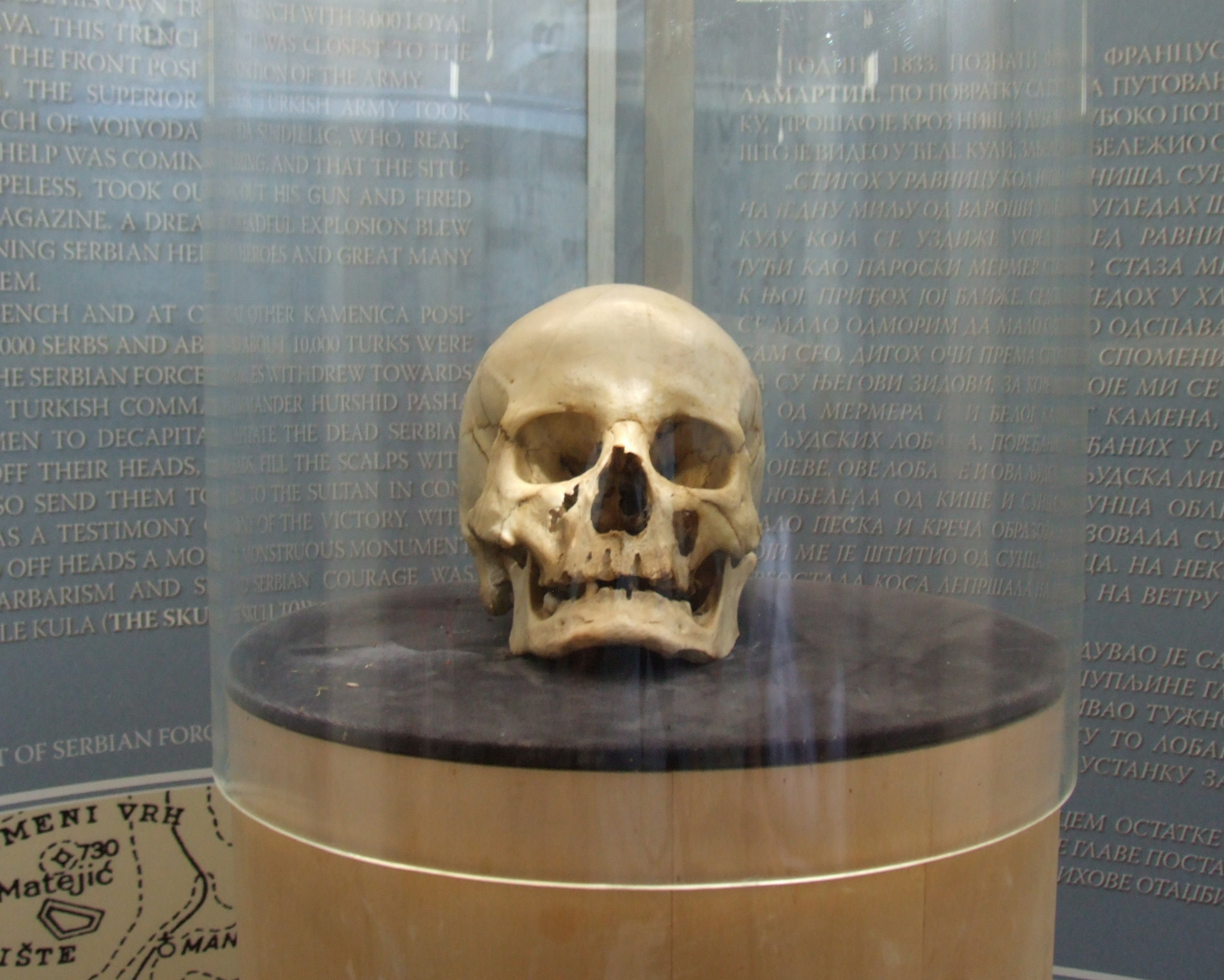
Domniemana czaszka generała Sinđelića